# Гульельмо II ди Кальяри

Юдикаты Сардинии

Гульельмо II ди Масса (it. Guglielmo II Salusio V di Massa, sarde: Guglielmu II Salusi V) (1214—1254) — судья Кальяри с 1232.
Сын (единственный ребёнок) юдикессы Кальяри Бенедетты ди Масса и судьи Арбореи Баризоне III.
После вступления на престол принял имя Салюзио V, под которым упоминается в исторических документах, но в научных исследованиях известен как Гульельмо II ди Кальяри.
После смерти Бенедетты (1232) различные части юдиката Кальяри захватили знатные пизанские фамилии. Власть Гульельмо II была номинальной. До совершеннолетия (1235) он находился под опекой тётки со стороны матери — Агнессы.
Правление Гульельмо II было мирным — он во всём подчинялся Республике Пиза.